# Theodor Eimer

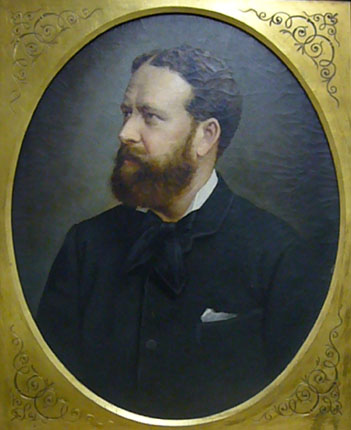
Theodor Eimer

Gustav Heinrich Theodor Eimer (ur. 22 lutego 1843 w Stäfa, zm. 29 maja 1898 w Tübingen) – niemiecki zoolog. W roku 1875 uzyskał funkcję profesora zoologii oraz anatomii porównawczej na Uniwersytecie im. Eberharda Karlsa w Tübingen.
Uznaje się, że to Eimer spopularyzował określenie "ortogeneza", aby opisać istniejącą jego zdaniem wewnętrzną siłę, która powoduje, że wszelkie formy życia dążą do perfekcji.
W roku 1871 Eimer opisał występujący u kretów niezwykle czuły organ dotyku. Na jego cześć wypustki pokrywające nos kretów nazwano organem Eimera. Najbardziej jest on rozwinięty u gwiazdonosów, gatunku kretów żyjącego w Ameryce Płn. Na cześć Eimera nazwano też rząd pasożytniczych pierwotniaków Eimeria, które są utrapieniem hodowców drobiu.